# زاك بلير (لاعب غولف)
زاك بلير (بالإنجليزية: Zac Blair)‏ هو لاعب غولف أمريكي، ولد في 20 أغسطس 1990 في مدينة سولت ليك في الولايات المتحدة.

## وصلات خارجية
- زاك بلير على موقع رابطة لاعبي الغولف المحترفين (الإنجليزية)
- زاك بلير على موقع التصنيف العالمي الرسمي للغولف (الإنجليزية)